# Sabina Panzanini
Sabina Panzanini (* 16. Februar 1972 in Meran, Südtirol) ist eine ehemalige italienische Skirennläuferin. Ihre Spezialdisziplin war der Riesenslalom.

## Biografie
Panzanini bestritt im Alter von acht Jahren ihr erstes Rennen. 1985 siegte sie beim Trofeo Topolino. Der Durchbruch in die Weltklasse gelang ihr 1991, als sie bei den Juniorenweltmeisterschaften im norwegischen Geilo den Titel im Riesenslalom errang und Dritte im Slalom wurde. 1992 wurde sie überraschend italienische Meisterin im Riesenslalom. Mit diesen Erfolgen im Rücken, fuhr sie ab der Saison 1992/93 im italienischen Weltcupkader und feierte gleich zu Saisonbeginn mit einem zweiten Platz im Riesenslalom von Steamboat Springs einen erfolgreichen Einstand.
In den folgenden Jahren etablierte sich Panzanini neben ihren Teamkolleginnen Deborah Compagnoni und Karen Putzer im italienischen Riesenslalomteam. Zwischen 1992 und 1997 gelangen ihr drei Weltcupsiege, fünf weitere Male wurde sie Zweite. In der Saison 1995/96 erreichte sie mit dem vierten Platz in der Riesenslalomdisziplin ihre beste Platzierung in der Gesamtwertung des Weltcups. Zwei Rückenverletzungen 1995 und 1996 sowie eine schwere Beinverletzung 1997 unterbrachen ihre sportliche Karriere.
Für ihr Heimatland nahm sie zweimal an Olympischen Winterspielen teil, 1994 belegte sie den 15. und 1998 den achten Platz im Riesenslalom. Sie nahm viermal an Weltmeisterschaften teil (1993, 1996, 1997 und 1999), erreichte aber nur einmal das Ziel (Fünfter Platz im Riesenslalom 1993). Nach der Saison 1999/2000 zog sie sich vom aktiven Wettkampf zurück.

## Erfolge

### Olympische Winterspiele
- Lillehammer 1994: 15. Riesenslalom
- Nagano 1998: 8. Riesenslalom

### Weltmeisterschaften
- Morioka-Shizukuishi 1993: 5. Riesenslalom

### Weltcup
- Riesenslalomwertung: 4. Platz 1995/96, 5. Platz 1996/97, 6. Platz 1992/93 und 1994/95
- 8 Podestplätze, davon 3 Siege:

| Datum             | Ort        | Land      | Disziplin    |
| ----------------- | ---------- | --------- | ------------ |
| 21. Dezember 1994 | Alta Badia | Italien   | Riesenslalom |
| 21. November 1996 | Park City  | USA       | Riesenslalom |
| 3. Januar 1997    | Maribor    | Slowenien | Riesenslalom |

### Europacup
- 1. Platz in der Riesenslalomwertung 1992/93

### Juniorenweltmeisterschaften
- Zinal 1990: 8. Riesenslalom
- Geilo 1991: 1. Riesenslalom, 3. Slalom

### Italienische Meisterschaften
- italienische Meisterin im Riesenslalom 1992